# 媽祖宮
媽祖宮，是臺灣臺南市安南區的一個傳統地域名稱，位於該區中部略偏東北，並延伸至中部及西南部。相較於今日行政區，其範圍大致包括佃東里西部邊界地帶略偏南一小段、佃西里南半部、公塭里東南半部、淵西里、淵東里西半部、淵中里西北半部、媽祖宮里不含北端及西北端、城北里南部邊界地帶中央大段、塩田里西部及北端、鹿耳里、城南里南部三角地區的東南側邊界地帶、城西里東南側邊界地帶、四草里、海南里西南部，以及安平區的金城里西北部。
本地區境內主要聚落為十二佃、本淵藔、媽祖宮、四草湖，設有中信金融管理學院、康寧大學、國立成功大學安南校區、土城高中、安佃國小、顯宮國小、鎮海國小等學校，以及臺南科技工業區。

## 歷史
台灣日治初期，媽祖宮地區為一街庄，稱為「媽祖宮庄」（舊制街庄及社鄉），隸屬於外武定里。該庄昔日西北隔曾文溪南側分流鹿耳門溪與土城仔庄為界，東北半葉的北邊與學甲藔庄、公親藔庄為鄰，東邊為溪心藔庄，東北半葉的南邊及西南半葉的東邊為海尾藔庄為鄰，最西南地區的東南邊隔安平港海域與安平街、上鯤鯓社、下鯤鯓社為界，西南邊臨台灣海峽。
1901年（日治明治三十四年）11月11日，全台廢縣廳改設二十廳，該庄隸屬於臺南廳。1904年（明治三十七年）3月31日，該庄編入「外武定區」，隸屬於臺南廳。1909年（明治四十二年）10月25日，全台合併二十廳為十二廳，外武定區仍隸屬於臺南廳。1920年（大正九年）10月1日，全台地方制度大改正，廢十二廳改設五州二廳，該庄改制為「媽祖宮」大字，隸屬於臺南州新豐郡安順庄（新制街庄）。
戰後安順庄改制為安順鄉，隸屬於臺南縣，大字亦改制為村。1946年（民國35年）3月10日，安順鄉併入省轄臺南市，改制並改名為安南區，村亦改制為里。2010年（民國99年）12月25日，臺南縣、市合併為直轄臺南市，安南區仍隸屬於臺南市。

## 聚落
本地區發展較早的聚落為十二佃、本淵藔、媽祖宮、四草湖，在日治初期的官方地圖上已有記載。

## 交通
省道台17線又稱「西部濱海公路」，是甲南至水底寮的幹道，經過本地區中部略偏東北。由該道路北行可前往七股區、將軍區、北門區、嘉義縣布袋鎮等地；南行可前往北區/中西區、南區、高雄市茄萣區、湖內區西南端等地。
省道台17乙線是土城子至溪心寮的幹道，也是省道台17線與國道8號的聯絡道，經過本地區東北部。由該道路西行可前往土城子地區與青草崙地區交界地帶，並止於土城子聚落東北側的省道台17線路口；東行可前往溪心寮地區，並止於溪心寮聚落東北郊的省道台17甲線路口，可轉北連接國道8號。

## 學校
- 中信金融管理學院
- 康寧大學
- 國立成功大學安南校區
- 土城高中（大部分）
- 安佃國小
- 顯宮國小
- 鎮海國小

## 公務機關
- 臺南市政府警察局第三分局安佃派出所
- 臺南市政府警察局第三分局顯宮派出所
- 海巡署四草漁港安檢所
- 海巡署鹿耳門安檢所

## 產業
- 臺南科技工業區（大部分）
- 四草漁港（四五堡漁港）

## 廟宇
- 鹿耳門天后宮

## 景點
- 四草野生動物保護區